# Nimerich
Der Nimerich ist ein 532,8 m ü. NHN hoher Berg im Schwarzenberg-Massiv des Breidenbacher Grundes, Gladenbacher Bergland. Er liegt nordwestlich von Dautphe und ist die zweithöchste Erhebung der Gemeinde Dautphetal.

## Lage und Nachbargipfel
Der Nimerich liegt etwa 2 km südöstlich des Schwarzenberg-Zentralgipfels und ist auch in südliche Richtungen noch überall um mehr als 1 km mit Wald umgeben.
Nachbargipfel sind:
- Thalenberg (gut 480 m) – 1,9 km (nord)nordöstlich bei Eckelshausen
- Beilstein (461 m) – 1,2 km südöstlich bei Wolfgruben
- Weißenberg (426 m) – 1,2 km südsüdwestlich bei Silberg
- Eichelberg (510 m) – 2,4 km westsüdwestlich bei Wolzhausen